# Frederick William Faber
Frederick William Faber (n. 28 de junio de 1814 - f. 26 de septiembre de 1863), fue un prominente escritor ascético inglés y renombrado converso al catolicismo. Abandonó la Iglesia Anglicana para convertirse en católico en el año 1845. Faber se destacó como compositor de himnos y teólogo, siendo ordenado sacerdote católico en 1847. Su obra más reconocida es el himno "Fe de nuestros padres". Además, fue el primer Rector del Oratorio de San Felipe Neri en Londres.

## Primeros años de vida

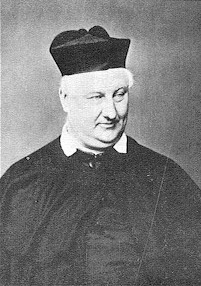
Faber hacía 1850

Faber nació el 28 de junio de 1814 en Calverley, entonces dentro de la parroquia de Calverley en Yorkshire,  donde su abuelo, Thomas Faber, era vicario . Su tío, George Stanley Faber, era un teólogo conocido.
Faber cursó la educación secundaria en Bishop Auckland, en el condado de Durham, durante un breve período, pero pasó gran parte de su infancia en Westmorland. Posteriormente, asistió a Harrow y Shrewsbury, y en 1832 se inscribió en el Balliol College de la Universidad de Oxford. En 1834 obtuvo una beca en el University College, donde se graduó con honores de segunda clase en Literae Humaniores en 1836. Ese mismo año fue galardonado con el premio Newdigate por un poema titulado "Los Caballeros de San Juan", que recibió elogios especiales por parte de John Keble. Entre sus compañeros universitarios se encontraban Arthur Penrhyn, Stanley y Roundell Palmer, primer conde de Selborne. Tras su graduación, fue elegido miembro del colegio universitario.
La familia de Faber tenía raíces hugonotas y sostenía firmes creencias calvinistas. Al llegar a Oxford, se vio inmerso en la predicación anglocatólica del Movimiento de Oxford, que comenzaba a tomar forma dentro de la Iglesia de Inglaterra. Uno de los más destacados promotores de este movimiento fue el renombrado predicador John Henry Newman, quien ejercía como vicario en la Iglesia Universitaria de Santa María la Virgen. Faber enfrentó un conflicto interno entre estas diversas formas de creencias y prácticas cristianas. Para mitigar su tensión, solía realizar largas estancias en el distrito de los Lagos, donde dedicaba tiempo a escribir poesía. En ese lugar, entabló amistad con otro poeta, William Wordsworth. Finalmente, abandonó las convicciones calvinistas de su juventud y se convirtió en un ferviente seguidor de Newman.  En el año 1837, Faber tuvo la oportunidad de conocer a George Smythe, con quien estableció un vínculo profundo. Diversos estudiosos han señalado la presencia de tendencias homoeróticas en los escritos de Faber relativos a esta y a otras relaciones entre personas del mismo sexo..   

## Ministerio anglicano
Faber fue ordenado en la Iglesia de Inglaterra en el año 1839, tras lo cual se dedicó a la labor de tutor. 
En 1843, Faber asumió el cargo de rector en una iglesia ubicada en Elton, que pertenecía entonces al condado de Huntingdonshire y actualmente forma parte de Cambridgeshire. Su primer acto como rector consistió en viajar a Roma con el propósito de adquirir conocimientos sobre la mejor manera de desempeñar su ministerio pastoral. Introdujo entre los miembros de su congregación prácticas católicas tales como la celebración de festividades, la confesión y la devoción al Sagrado Corazón. No obstante, existía una notable presencia metodista en la parroquia, y los disidentes llenaban su iglesia cada domingo con el objetivo de desafiar la orientación hacia la Alta Iglesia que él estaba promoviendo dentro de la congregación.

## Ministerio Católico Romano

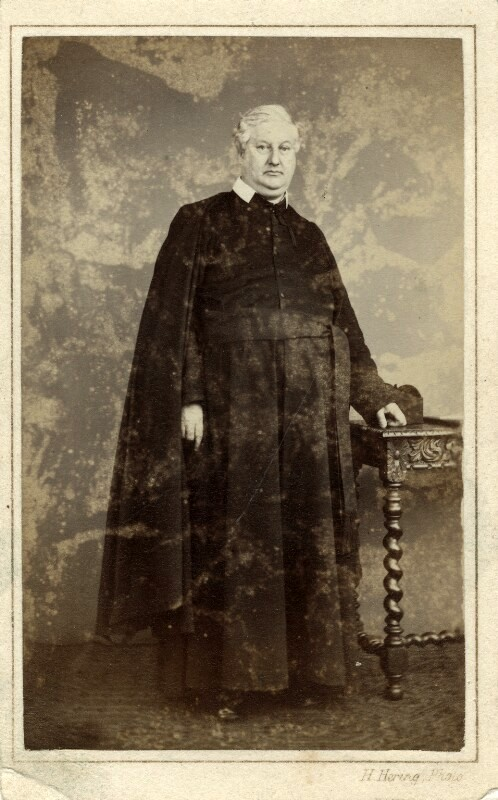
Faber c. 1860

Faber abandonó Elton para seguir a su héroe Newman y unirse a la Iglesia Católica, siendo recibido en noviembre de 1845 por el obispo William Wareing de Northampton. En este trascendental paso lo acompañaron once hombres de la pequeña comunidad que había surgido a su alrededor en Elton. Se establecieron en Birmingham, donde se organizaron informalmente como una comunidad religiosa, autodenominándose los Hermanos de la Voluntad de Dios.
Faber y su reducida comunidad religiosa contaron con el apoyo del conde de Shrewsbury, quien les permitió el uso de Cotton Hall en Staffordshire. En cuestión de semanas, iniciaron la construcción de una nueva iglesia dedicada a Los Caballeros de San Juan, su santo patrón, diseñada por el reconocido arquitecto eclesiástico Pugin, así como de una escuela para los niños locales. Este esfuerzo estaba destinado a una región que en aquel momento carecía de otros católicos, salvo la residencia del conde. Los esfuerzos realizados afectaron gravemente la salud de Faber, quien enfermó tanto que se le consideró moribundo y recibió los últimos sacramentos. No obstante, logró recuperarse y fue ordenado sacerdote católico, celebrando su primera misa el 4 de abril de 1847. Durante su convalecencia, Faber desarrolló una profunda devoción hacia la Santísima Madre. Impulsado por esta ferviente devoción, tradujo al inglés la obra clásica de Luis de Montfort titulada La verdadera devoción a María.  

### El Oratorio
Junto a Newman, Faber se sintió cautivado por el estilo de vida del Oratorio de San Felipe Neri, caracterizado por una autoridad descentralizada y una mayor libertad en la vida cotidiana en comparación con los institutos religiosos tradicionales.
El conde de Shrewsbury, quien había financiado generosamente la edificación de una nueva parroquia para la comunidad, experimentó un profundo sentimiento de traición ante una partida tan precipitada. Además, los Wilfridianos, denominación adoptada por los Hermanos, deseaban adoptar un hábito religioso tradicional, lo que generó malestar entre las antiguas familias católicas que habían perdurado a lo largo de siglos de persecución manteniendo un perfil discreto. En respuesta a esta situación, Newman propuso que la comunidad liderada por Faber se estableciera en una localización diferente a Birmingham, sugiriendo Londres como la opción más adecuada. Así fue como en 1849 se fundó en Londres, específicamente en la calle William IV, una comunidad del Oratorio. 
El 11 de octubre de 1850, coincidiendo con la festividad de San Wilfredo, se constituyó formalmente la comunidad londinense como autónoma y Faber fue elegido su primer preboste, cargo que desempeñó hasta su fallecimiento. Sin embargo, poco tiempo después volvió a enfermar y sus médicos le aconsejaron trasladarse a un clima más cálido. Intentó emprender un viaje hacia Tierra Santa; no obstante, tuvo que regresar y optó por recorrer Malta e Italia. La comunidad aún carecía de un hogar permanente y en septiembre de 1852 se seleccionó una ubicación en Brompton. Los Oratorianos continuaron con las obras de construcción a pesar de las protestas públicas contra su presencia. 

## Últimos años
Faber nunca disfrutó de una salud óptima. A lo largo de los años, padeció diversas enfermedades hasta que finalmente se le diagnosticó la Enfermedad de Bright, la cual resultaría letal. No obstante su frágil estado de salud, continuó trabajando intensamente durante ese período, publicando múltiples obras teológicas y editando las Vidas oratorianas de los santos. 
Falleció el 26 de septiembre de 1863, y su funeral tuvo lugar el 30 de septiembre; fue inhumado en el cementerio de Santa María en Sydenham (en aquel entonces parte de Kent), que servía como casa de retiro del Oratorio de Brompton. En 1952, sus restos fueron trasladados al Oratorio de Brompton en Londres, cuando la iglesia de Santa María fue requisada por el Consejo del Condado de Londres. Elizabeth Bowden donó la capilla de San Wilfrido en el Oratorio en memoria de Faber, quien había demostrado una profunda devoción hacia este santo a lo largo de su vida. Adoptó el nombre del santo al ingresar al Oratorio y eligió la festividad dedicada a San Wilfrido para la fundación formal del establecimiento londinense. Sus restos fueron colocados en una bóveda frente al altar, la cual está cubierta por una losa de mármol acompañada por una inscripción.
Su inquebrantable lealtad hacia la Santa Sede constituyó su lema vital, mientras que su devoción a la Madre de Dios representó para él un baluarte fundamental para preservar la fe y un pilar esencial para sustentar la auténtica piedad.
Faber fue el tío abuelo de Geoffrey Faber, cofundador de la editorial "Faber and Gwyer", que posteriormente se transformó en "Faber and Faber", una destacada casa editorial especializada en obras literarias y religiosas.. 
Faber publicó himnos titulados 'Jesús y María' en 1849, los cuales contenían un análisis profundo y sustancial sobre la teología mariana. En su calidad de escritor católico, Faber contrarrestó las nociones protestantes que sostenían una salvación "automática" del cristiano a través de la muerte de Cristo, tal como se evidencia en el himno "Oh, vuélvete a Jesús, Madre, vuélvete", así como la concepción de María como un personaje secundario en la historia cristiana, ilustrada en "Madre de Misericordia, Día a Día".

## Himnos

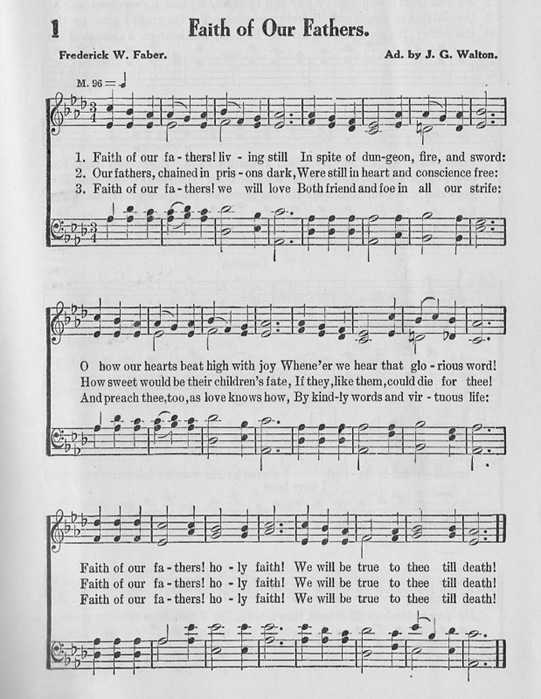
"La fe de nuestros padres", de Frederick William Faber

Entre los himnos más conocidos de Faber se encuentran:
- "Querido ángel, siempre a mi lado, ¡cuán amoroso debes ser!" Un himno al ángel guardián
- "Querido Guardián de María"[10]
- " Fe de nuestros padres ". Este himno originalmente tenía dos versiones, inglesa e irlandesa, pero se canta más comúnmente en inglés con una ligera alteración.
- "Salve, Santo José, Salve" Uno de los himnos más populares a San José
- "Ten piedad de nosotros, Dios Altísimo" Un himno a la Santísima Trinidad. La más famosa es la que tiene la misma melodía que 'The Star of the County Down'.
- "Estaba errante y cansado"
- "Jesús, nuestro dulce Salvador, Dios de fuerza y poder" Un himno para la Santa Comunión
- "Jesús es Dios, los gloriosos grupos" (n. 298, The Church Hymn Book (1872)), escrito en 1862
- "¡Jesús, mi Señor, mi Dios, mi todo!" Himno de acción de gracias después de la Santa Comunión.
- "Como el amanecer de la mañana" Villancico de Adviento que describe la alegría de la espera de María por el Niño Jesús.
- "Madre de Misericordia, Día a Día" (1849) Un himno mariano sobre la importancia de la devoción mariana
- "Dios mío, qué maravilloso eres"  (1849) Un himno al Padre Eterno
- "Oh Bendito San José"
- «Oh Jesús, Jesús, nuestro querido Señor» (1848)
- "¡Oh Madre, podría llorar de alegría! La alegría llena mi corazón tan rápido". Un himno a María Inmaculada.
- ¡Oh paraíso! ¡Oh paraíso! (1849)
- "Oh Purísima de las Criaturas, Dulce Madre, Dulce Doncella" Un himno a María, Estrella del Mar. Traducido al idioma gaélico escocés, donde se canta con la misma melodía, por el icónico poeta P. Allan MacDonald (1859-1905) de Eriskay .
- "Oh, ven y llora conmigo un rato" (1849) Un himno de la Pasión con énfasis en María
- "Oh, vuélvete a Jesús, Madre, vuélvete" Un himno que pide a María la ayuda de las Benditas Almas del Purgatorio
- "Oh, don de dones" (1848)
- "Dulce Salvador, bendícenos antes de partir"
- "Hay una amplitud en la misericordia de Dios" (también conocido como "Almas de los hombres, ¿por qué os dispersáis?")
- "La grandeza de Dios"
- "La voluntad de Dios/La santa voluntad de Dios"

Faber se posicionó como un ferviente defensor del canto congregacional y compuso sus himnos en un periodo en el que la población inglesa, en términos generales, comenzaba a reanudar gradualmente esta práctica tras la rigurosidad impuesta por el anglicanismo de la iglesia baja. En este contexto, Faber, en su calidad de católico, amplió el repertorio de himnos eclesiásticos que resultaban idóneos para el canto congregacional y promovió activamente dicha práctica.

We must remember that if all the manifestly good men were on one side and all the manifestly bad men on the other, there would be no danger of anyone, least of all the elect, being deceived by lying wonders.  It is the good men, good once, we must hope good still, who are to do the work of Anti-Christ and so sadly to crucify the Lord afresh…. Bear in mind this feature of the last days, that this deceitfulness arises from good men being on the wrong side. —  Fr Frederick Faber, Devotion to the Church,p.27
Debemos recordar que si todos los hombres manifiestamente buenos estuvieran de un lado y todos los hombres manifiestamente malos del otro, no habría peligro de que nadie, y mucho menos los elegidos, fuera engañado por prodigios mentirosos.  Son los hombres buenos, buenos una vez, debemos esperar que buenos todavía, los que han de hacer la obra del Anticristo y tan tristemente crucificar al Señor de nuevo.... Tened en cuenta esta característica de los últimos días, que este engaño surge de los hombres buenos que están en el lado equivocado. - Fr. Frederick Faber, Devoción a la Iglesia, p. 27  (Traducción)

## Obras
Lo más destacable de Faber son sus obras ascéticas:
- Todo por Jesús o los caminos fáciles del amor. "All of Jesus" (1853)
- Crecimiento en santidad, o el progreso de la vida espiritual, "Growth in Holiness, or the progress of the spiritual life" (1854)
- El Creador y la Criatura, o Las Maravillas del Amor Divino, " Growth in Holiness, or the progress of the spiritual life" (1857)
- Al pie de la cruz o Los dolores de María, "The foot of the Cross" (1858)
- Belén (1860)

Además de numerosos panfletos y traducciones, Faber escribió la vida de numerosos Santos con poco sentido crítico resaltando lo milagroso y fantástico.
- El nenúfar de Cherwell y otros poemas (1840)
- Imágenes y pensamientos en iglesias extranjeras y entre pueblos extranjeros (1842)
- Sir Lancelot: Una leyenda de la Edad Media (poema extenso, 1842; edición revisada, 1857)
- El lago de Estiria y otros poemas (1842)
- El Rosario y otros poemas (1845)
- Ensayo sobre la beatificación, la canonización y la Congregación de Ritos (1848)
- El Santísimo Sacramento, o las obras y caminos de Dios (1855)
- Poemas (1856)
- Conferencias espirituales (1859)
- La Preciosa Sangre, o el Precio de Nuestra Salvación (1860)
- Devoción a la Iglesia (1861)
- Notas sobre temas doctrinales y espirituales (2 volúmenes, 1866)